# Saint-Léger-sous-Beuvray
 Saint-Léger-sous-Beuvray  es una población y comuna francesa, en la región de Borgoña, departamento de Saona y Loira, en el distrito de Autun y cantón de Saint-Léger-sous-Beuvray.

## Demografía
| 773 | 740 | 628 | 590 | 540 | 524 |
| Para los censos de 1962 a 1999 la población legal corresponde a la población sin duplicidades (Fuente: INSEE [Consultar]) |     |     |     |     |     |